# Tour de Sardaigne 2011
Le Tour de Sardaigne 2011 est une course cycliste italienne qui s'est déroulée du 22 au 26 février 2011. Il a été remporté par le Slovaque de l'équipe Liquigas-Cannondale, Peter Sagan.

## Favoris
Le tenant du titre Roman Kreuziger n'est pas présent. Les favoris sont Vincenzo Nibali et Peter Sagan de la Liquigas-Cannondale, Michele Scarponi et Damiano Cunego de la Lampre-ISD, Danilo Di Luca de la Katusha, Stefano Garzelli, Alessandro Ballan, et José Serpa.

## Étapes
| Etape | Parcours              | km    | Vainqueur de l'étape | Leader du général |
| ----- | --------------------- | ----- | -------------------- | ----------------- |
| 1     | Olbia - Porto Cervo   | 138   | Peter Sagan          | Peter Sagan       |
| 2     | Porto Rotondo - Nuoro | 197,5 | Damiano Cunego       | Damiano Cunego    |
| 3     | Orani - Lanusei       | 173   | Peter Sagan          | Peter Sagan       |
| 4     | Lanusei - Oristano    | 174,2 | Peter Sagan          | Peter Sagan       |
| 5     | Oristano - Gesturi    | 174   | Michele Scarponi     | Peter Sagan       |

## Équipes
| N°      | Code | Équipes                   |
| ------- | ---- | ------------------------- |
| 1-8     | LIQ  | Liquigas-Cannondale       |
| 11-18   | AST  | Astana                    |
| 21-28   | LAM  | Lampre-ISD                |
| 31-38   | RSH  | Team RadioShack           |
| 41-48   | COG  | Colnago-CSF Inox          |
| 51-58   | KAT  | Team Katusha              |
| 61-68   | ASA  | Acqua & Sapone            |
| 71-78   | BMC  | BMC Racing Team           |
| 81-88   | CSM  | SpiderTech-Planet Energy  |
| 91-98   | AND  | Androni Giocattoli        |
| 101-108 | MIE  | Miche-Guerciotti          |
| 111-118 | GBR  | Grande-Bretagne           |
| 121-128 | FAR  | Farnese Vini-Neri Sottoli |
| 131-138 | OHT  | Ora Hotels Carrera        |

## Classement des étapes

### 1reétape
Classement de l'étape
|   | Coureur           |
| - | ----------------- |
| 1 | Peter Sagan       |
| 2 | Alessandro Ballan |
| 3 | Daniel Oss        |

Classement général
|   | Coureur           |
| - | ----------------- |
| 1 | Peter Sagan       |
| 2 | Alessandro Ballan |
| 3 | Daniel Oss        |

### 2eétape
Classement de l'étape
|   | Coureur        |
| - | -------------- |
| 1 | Damiano Cunego |
| 2 | José Serpa     |
| 3 | Emanuele Sella |

Classement général
|   | Coureur        |
| - | -------------- |
| 1 | Damiano Cunego |
| 2 | Peter Sagan    |
| 3 | José Serpa     |

### 3eétape
Classement de l'étape
|   | Coureur        |
| - | -------------- |
| 1 | Peter Sagan    |
| 2 | José Serpa     |
| 3 | Damiano Cunego |

Classement général
|   | Coureur        |
| - | -------------- |
| 1 | Peter Sagan    |
| 2 | Damiano Cunego |
| 3 | José Serpa     |

### 4eétape
Classement de l'étape
|   | Coureur         |
| - | --------------- |
| 1 | Peter Sagan     |
| 2 | Manuel Belletti |
| 3 | Roberto Ferrari |

Classement général
|   | Coureur        |
| - | -------------- |
| 1 | Peter Sagan    |
| 2 | Damiano Cunego |
| 3 | José Serpa     |

### 5eétape
Classement de l'étape
|   | Coureur          |
| - | ---------------- |
| 1 | Michele Scarponi |
| 2 | José Serpa       |
| 3 | Damiano Cunego   |

## Classement général final
|    | Coureur             |
| -- | ------------------- |
| 1  | Peter Sagan         |
| 2  | José Serpa          |
| 3  | Damiano Cunego      |
| 4  | Michele Scarponi    |
| 5  | Emanuele Sella      |
| 6  | Ben Hermans         |
| 7  | Robert Kišerlovski  |
| 8  | Pavel Brutt         |
| 9  | Eros Capecchi       |
| 10 | Vladimir Miholjević |

## Sources
- (it) Site officiel